# Judah Ben-Hur
Judah Ben-Hur, abreviado para Ben-Hur, é um personagem fictício, o personagem-título e principal protagonista do romance de Lew Wallace, de 1880, Ben-Hur: A Tale of the Christ. O livro cobre as aventuras do personagem e sua luta contra o Império Romano enquanto ele tenta restaurar a honra ao nome de sua família após ser falsamente acusado de atacar o governador romano. Judah encontra Jesus Cristo e se torna cristão.

## Etimologia
Ben-Hur é um nome patronímico que tem origem hebraica. Significa “filho de Hur” uma vez que é formado pela partícula ben, que significa “filho”. Wallace escreveu que escolheu o nome Ben-Hur "porque era bíblico e facilmente soletrado, impresso e pronunciado". O nome aparece uma vez na Bíblia (em hebraico:  בן־חור), como o nome de um dos doze governadores de distrito do rei Salomão (1 Reis 4:8). Se esse era um nome próprio ou se a pessoa estava sendo chamada de "filho de Hur", não está claro. O significado específico de "Hur" também não é claro; entre outras possibilidades, pode significar "algo branco" ou "terreno oco ou deprimido".

## Criação
O Conde de Monte Cristo foi a inspiração para Ben-Hur; o personagem principal Edmond Dantès é falsamente acusado, escapa de sua prisão e busca vingança contra os responsáveis por sua prisão.

## Biografia fictícia
Judah Ben-Hur é um príncipe judeu de Jerusalém, descendente de uma família real da Judeia; filho de Ithamar; escravizado pelos romanos e libertado por Quintus Arrius, um comandante de navio de guerra romano, que também adota Judah como seu filho. Judah mais tarde se torna um cocheiro treinado com a intenção de derrotar Messala como vingança por acusá-lo falsamente e sua família de atacar o governador romano durante um desfile militar no início do livro. Messala é o amigo de infância de Judah que se torna seu rival mais tarde na carruagem do Sheik Ilderim em Antioquia. 
Depois disso, Judah se torna seguidor de Cristo e o reconhece como o homem que lhe ofereceu água ao ser enviado para a galé. Ele o observa fazer milagres, testemunha a Crucificação e percebe que Ele é um Rei celestial, não um rei terreno. Seus encontros com Jesus ao longo de sua jornada acabam mudando sua perspectiva de vida - percebendo que o perdão é mais importante do que a vingança. Esther torna-se sua esposa e mãe de seus filhos.
Cinco anos depois da corrida de carruagem, Judah fica sabendo por Iras que ela matou Messala. Aproximadamente em 64 d.C. (sendo o décimo ano do reinado de Nero), Judah descobriu o sofrimento de seus irmãos cristãos. Ele dá sua fortuna para ajudar a construir a Catacumba de Calisto e uma igreja subterrânea dentro das catacumbas.

## Adaptações

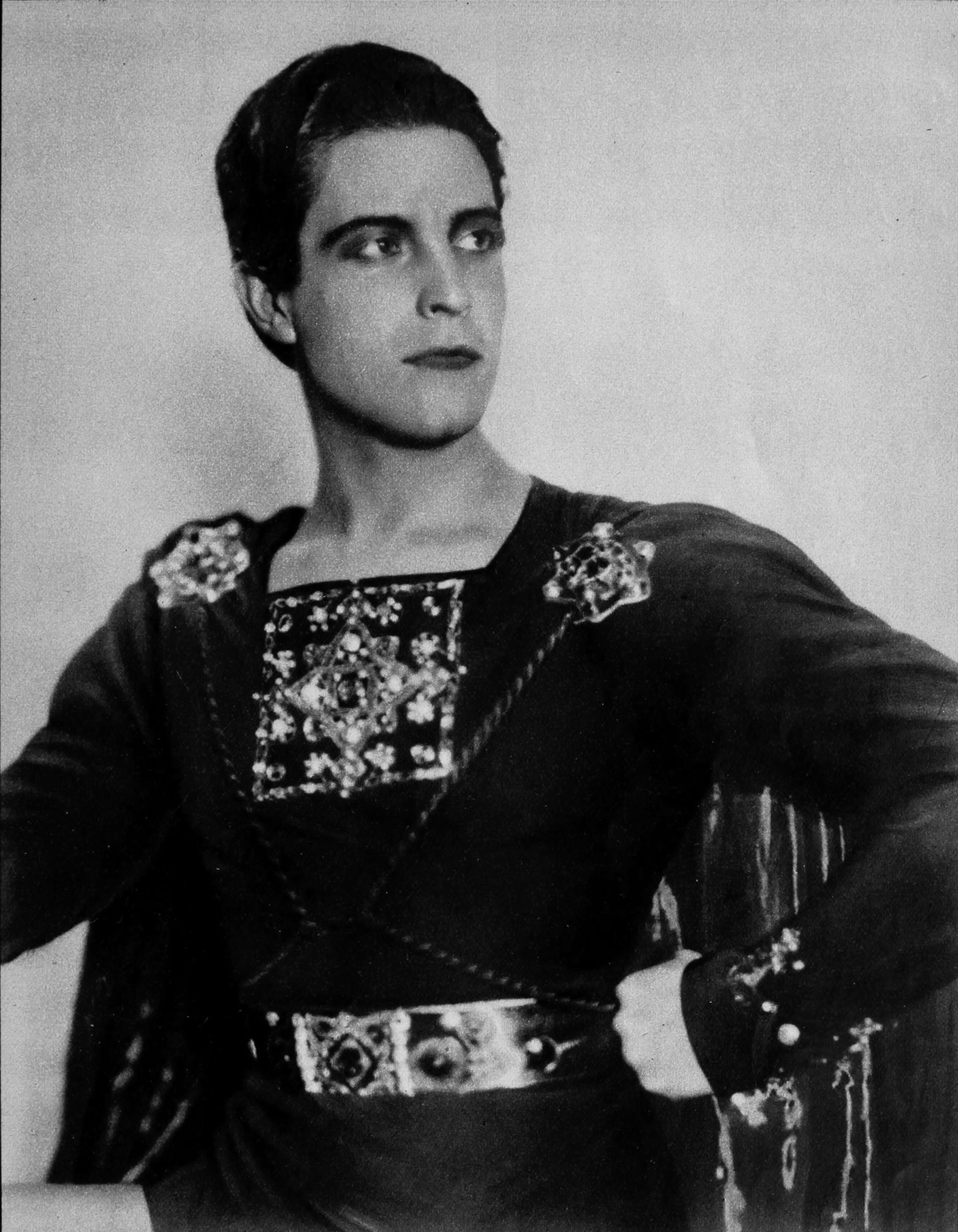
Ramon Novarro como Ben-Hur (1925)

Na peça da Broadway de 1899, Ben-Hur foi interpretado por Edward J. Morgan, que substituiu Walker Whiteside no último minuto. No filme mudo de 1925 Ben-Hur foi retratado por Ramon Novarro.
No filme de 1959 dirigido por William Wyler, Ben-Hur foi interpretado por Charlton Heston que ganhou o Oscar de Melhor Ator. Marlon Brando, Burt Lancaster, Paul Newman e Rock Hudson recusaram o papel antes que Heston o aceitasse. Nesta versão, Ben-Hur se torna um cristão na crucificação de Cristo; enquanto no livro Ben-Hur se torna um cristão antes. Ben-Hur tem uma personalidade mais amarga; Balthazar, um dos três homens sábios que testemunharam o nascimento de Cristo, implora-lhe que ouça os ensinamentos de Jesus, mas Judah o rejeita dizendo que ele tem negócios com Roma. Culpando Roma por destruir o outrora bom Messala (antes de sua corrupção) e o que aconteceu com sua família, Judah se recusa a ter qualquer outra coisa para fazer ao Império - e pede a Pilatos que devolva seu anel a seu pai adotivo, Quintus Arrius. Em contraste com o livro, enquanto testemunha a crucificação, Judah percebe que o perdão é melhor do que se vingar, sentindo a voz de Jesus tirando a espada da raiva e do ódio de suas mãos.
Heston reprisou seu papel no filme de animação de 2003. Embora esta versão seja semelhante ao filme de 1959, algumas diferenças incluem Ben-Hur, sua família, Balthazar e um Messala redimido que testemunhou a crucificação juntos.
Judah Ben-Hur também aparece no episódio Roman Holiday da série animada De Volta para o Futuro. No palco, Ben-Hur foi interpretado por Sebastian Thrun, que estreou na O2 Arena em Londres em 2009. Na minissérie de televisão de 2010, Ben-Hur foi interpretado por Joseph Morgan. O personagem foi retratado por Jack Huston no filme de 2016.
Em contraste com o romance, a maioria das adaptações termina com Judah sendo reunido com Miriam e Tirzah. O rescaldo e seu casamento com Esther também não fazem parte do enredo da adaptação, com exceção do filme de animação de 2003, onde Judah compartilha com seus filhos suas aventuras e fé em Jesus.